# 瑟朗维尔
瑟朗维尔（法語：Seranville，法語發音：[səʁɑ̃vil]）是法国默尔特-摩泽尔省的一个市镇，位于该省南部，属于吕内维尔区。

## 地理
瑟朗维尔（48°27'28"N, 6°31'0"E）面积5.37 平方千米，位于法国大東部大區默尔特-摩泽尔省，该省份为法国东北部内陆省份，是洛林的一部分，北邻比利时、卢森堡，北起顺时针与摩泽尔省、下莱茵省、孚日省和默兹省接壤。
与瑟朗维尔接壤的市镇（或旧市镇、城区）包括：热贝维莱、吉里维莱、马特克塞、勒姆诺维尔、瓦卢瓦。

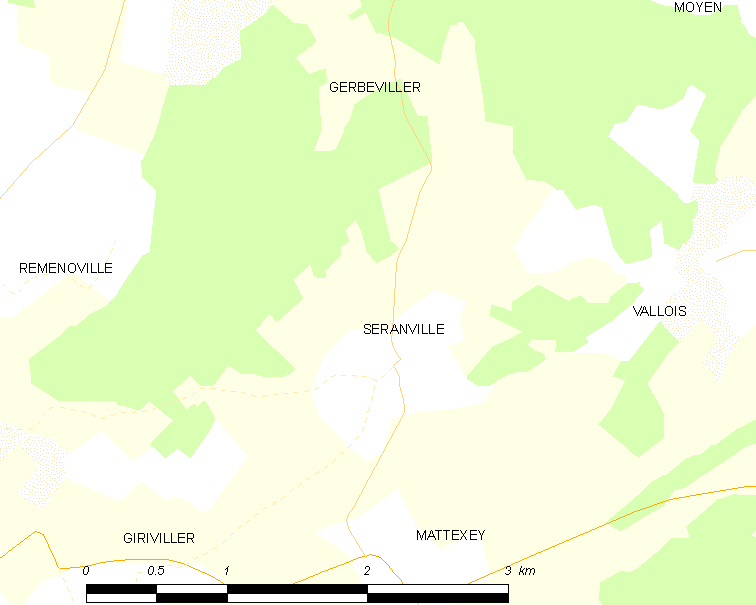
瑟朗维尔的OSM定位图

瑟朗维尔的时区为UTC+01:00、UTC+02:00（夏令时）。

## 行政
瑟朗维尔的邮政编码为54830，INSEE市镇编码为54501。

## 政治
瑟朗维尔所属的省级选区为吕内维尔第二县。

## 人口

1962-2008年间瑟朗维尔人口变化图示

瑟朗维尔于2022年1月1日时的人口数量为101人。